# پیتر وایلد
پیتر وایلد (انگلیسی: Peter Wylde؛ زادهٔ ۳۰ ژوئیه ۱۹۶۵) سوارکار اهل ایالات متحده آمریکا بود.
وی در مسابقات کشوری و بین‌المللی در مجموع برندهٔ ۱ مدال طلا، ۱ مدال نقره شده‌است.